# 虎向Hyuura
虎向Hyuura（日语：虎向 ひゅうら），日本漫畫家。其作品主要以戀愛為主題，在全年齡或成人漫畫雜誌發表。2011年之後，主要在角川書店《Comptiq》、茜新社《COMIC RIN》執筆。

## 作品列表

### 單行本

#### 全年齡漫畫
- 下級生2 ～brilliant days～（原作：élf，《Comptiq》連載，角川書店刊，2005年5月10日發行）
- 燦爛星光 ～星藤學園天文同好會～（原作：F&C·FC01，《Comptiq》連載，角川書店刊，2008年5月22日發行）
- 祝福的鐘聲（原作：Windmill Oasis（日语：ういんどみる），《Comptiq》連載，角川書店刊）

1. 2009年7月23日發行
2. 2010年2月23日發行
3. 2010年9月18日發行

- 聖誕之吻 dreamy forever（原作：enterbrain，《Comptiq》連載，角川書店刊，2011年7月26日發行）

#### 成人漫畫
- （1999年9月1日，笠倉出版社（日语：笠倉出版社））
- 爆發寸前!!，原名《!!》（2000年12月20日，晉遊舎（日语：晋遊舎）。後來在2012年3月22日由MAX（日语：マックス (出版社)）發行新裝版）
- Flower Pillow，原名（2001年8月17日，Coremagazine（日语：コアマガジン））
- SWEET SAVAGE（2002年4月1日，晉遊舎）
- 夢逢!!（2002年12月19日，Coremagazine）
- 桃色inside（2004年4月24日，Coremagazine）
- 媚（2004年8月24日，Coremagazine）
- So Cute!!（2007年7月10日，茜新社）
- 僕（2009年3月25日，茜新社）
- 爆發寸前!! 新裝版（2012年3月22日，MAX（日语：マックス (出版社)））
- 「持」？（2018年4月28日，茜新社）

### 單行本未收錄作品
- COMIC RIN（茜新社）
  - 君（2007年3月號）
  - 君（2007年4月號）
  - ☆（2008年7月號）
  - ♥（2008年8月號）
  - 夏祭（2008年9月號）
  - Puppy♥Puppy（2010年12月號）
  - 夜明一緒♥ （2011年2月號）

## 相關項目
- 日本漫畫家列表

## 外部連結
- YOUR'S-WOW!! （日語）－虎向Hyuura的官方個人網站。
- （日語）－虎向Hyuura的官方個人部落格。
- 虎向Hyuura的X（前Twitter） （日語）